# Овсянкин, Евгений Иванович
Евгений Иванович Овсянкин (28 октября 1927 — 27 августа 2010) ― советский и российский общественный деятель, историк-краевед, педагог, почётный гражданин города Архангельска (2002). Почётный доктор Поморского государственного университета им. М. В. Ломоносова.

## Биография
Родился Евгений Иванович 28 октября 1927 года в деревне Шульгинская Тарнянского сельсовета Шенкурского района Архангельской области.
В 1946 году завершил обучение в Шенкурском педагогическом училище, а в 1950 закончил обучение на историческом факультете Архангельского педагогического института. В 1950 году стал работать учителем истории 22-й школы города Архангельска. В 1956 году успешно окончил аспирантуру Ленинградского государственного педагогического института имени А. И. Герцена. В 1965 году защитил диссертацию на соискание степени кандидата исторических наук, с 1967 года — доцент.
После окончания аспирантуры работал в медицинском институте, а затем перешёл в Архангельский обком КПСС на должность заведующего отделом школ и вузов, а в лекторской группе редактировал журнал «Вестник политической информации». С 1965 по 1990 годы трудился преподавателем заочного отделения Ленинградской Высшей партийной школы в Архангельске. С 1989 по 1991 годы возглавлял областное правление Всероссийского общества охраны и использования памятников культуры и истории, а в последние годы своей жизни являлся председателем общественной комиссии по городской топонимике и памятникам мемориального значения Архангельска.
Автор более 1000 журнальных и газетных публикаций, издал 27 книг и брошюр по истории Европейского Севера. Некоторые из его трудов опубликованы в Москве, Санкт-Петербурге, Калининграде, Чебоксарах, Кемерове и других городах, а также в Норвегии. Занимался исследовательской работой по краеведческим аспектам Великой Отечественной войны, изучал трудовые и боевые подвиги северян. Был избран почётным доктором Поморского университета им. М. В. Ломоносова.

Мемориальная доска в Архангельске

Проживал в Архангельске, площадь Ленина, д. 3 (мемориальная доска). Умер 27 августа 2010 года. Похоронен на Жаровихинском кладбище.

## Награды и звания
- Почётный гражданин Архангельска (2002),
- Почётный гражданин Шенкурска (2003).
- Лауреат премии Архангельского комсомола в области литературы и искусства,
- «Отличник народного просвещения».
- Золотой Почётный знак «Общественное признание» — самой высокой негосударственной наградой России.

## Память
- В июне 2012 года в Архангельске, на доме, где жил учёный, была установлена мемориальная доска[6].
- Его имя присвоено научной библиотеке Северного (Арктического) федерального университета и Межпоселенческой библиотеке города Шенкурска.